# Isole del Duca di York
Le isole del Duca di York, note in passato sotto la dominazione tedesca come Neu Lauenburg, sono un gruppo di isole coralline di Papua Nuova Guinea.

## Geografia
Le isole del Duca di York sono un gruppo composto da tre isole principali, isola del Duca di York, Makada, Ulu e dieci isole più piccole tra le quali Kabakon, Kerawara, Mait, Mualim, Mioko, Ruruan e Utuan posizionate nel canale di St.George, tra le due isole principali dell'Arcipelago delle Bismarck, la Nuova Britannia e la Nuova Irlanda.
Il clima è tropicale umido. Le isole sono ricoperte di foresta tropicale umida a foglia larga. Sono presenti piantagioni di Noci da cocco.

## Storia
Le isole furono avvistate per la prima volta dal navigatore inglese Philip Carteret nel 1767. Successivamente nel 1870 furono stabilite stazioni commerciali presso la Baia di Balanawang, mentre la prima missione metodista fu eretta nel 1880. A causa dell'innalzamento degli oceani, il governo locale ha sviluppato un programma di trasferimento della popolazione sulle due isole vicine più grandi a cominciare dal 2000.